# Don't Stop (5 Seconds of Summer)
Don't Stop è un singolo del gruppo musicale australiano 5 Seconds of Summer, pubblicato il 9 maggio 2014 come secondo estratto dal primo album in studio 5 Seconds of Summer.

## Tracce
Testi e musiche di Calum Hood, Luke Hemmings, Steve Robson e busbee, eccetto dove indicato.
Download digitale – 1ª versione
1. Don't Stop – 2:50

CD singolo (Regno Unito)
1. Don't Stop (Calum Demo Vocal) – 2:53
2. Wrapped Around Your Finger – 3:42 (Calum Hood, Luke Hemmings, John Feldmann)

CD maxi-singolo (Europa), EP (Australia)
1. Don't Stop – 2:51
2. Rejects – 2:49 (Ashton Irwin, Calum Hood, Luke Hemmings, Michael Clifford, John Feldmann)
3. Try Hard – 3:41 (Calum Hood, Luke Hemmings, Richard Stannard, Seton Daunt, Ash Howes, Tom Fletcher)
4. If You Don't Know – 3:28 (Calum Hood, Luke Hemmings, Steve Robson, Benjamin Madden, Joel Madden)

Download digitale – 2ª versione
1. Don't Stop (Ashton Demo Vocal) – 2:49
2. Rejects – 2:49 (Ashton Irwin, Calum Hood, Luke Hemmings, Michael Clifford, John Feldmann)
3. Try Hard – 3:41 (Calum Hood, Luke Hemmings, Richard Stannard, Seton Daunt, Ash Howes, Tom Fletcher)
4. Wrapped Around Your Finger – 3:40 (Calum Hood, Luke Hemmings, John Feldmann)

## Formazione
Gruppo
- Luke Hemmings – chitarra, voce
- Michael Clifford – chitarra, voce
- Calum Hood – basso, voce
- Ashton Irwin – batteria, voce

Altri musicisti
- Luke Potashnick – programmazione
- Eddy Thrower – programmazione
- Josh Wilkinson – programmazione

Produzione
- Steve Robson – produzione
- Chris Lord-Alge – missaggio
- Sam Miller – ingegneria del suono
- Keith Armstrong – assistenza al missaggio
- Nik Karpen – assistenza al missaggio
- Andrew Schubert – ingegneria del suono aggiuntiva
- Dmitar "Dim-E" Krnjaic – ingegneria del suono aggiuntiva
- Ted Jensen – mastering

## Classifiche
| Classifica (2014) | Posizione massima |
| ----------------- | ----------------- |
| Australia         | 3                 |
| Austria           | 37                |
| Belgio (Fiandre)  | 16                |
| Belgio (Vallonia) | 39                |
| Danimarca         | 18                |
| Francia           | 63                |
| Germania          | 46                |
| Nuova Zelanda     | 1                 |
| Paesi Bassi       | 25                |
| Spagna            | 3                 |
| Svizzera          | 36                |